# Tundrski volk
Tundrski ali polarni volk, včasih tudi arktični volk (znanstveno ime Canis lupus tundrarum) živi na polarnih območjih, kjer ni ledenih plošč. Lahko tudi več let kljubuje temperaturam pod ničlo, več mesecev v temi in več tednov brez hrane. Ker živi na tako oddaljenem ozemlju, ga človek ne ogroža.

## Življenjski prostor
Tundrski volk živi v zelo neprijetnih razmerah, kajti živi na skrajnem severu. Aprila se tukaj temperatura le redko dvigne nad -30 °C, poleg tega še pihajo ledeni vetrovi, ki ustvarijo mraz, ki odgovarja -100 °C. Take razmere odgovarjajo samo nekaterim sesalcem, med katerimi so lemingi in planinski zajci. Ker pa tundrski volk potrebuje tudi večji plen mora prepotovati več sto kilometrov, da najde muškatno govedo ali severnega jelena, ki so na teh področjih zelo redki. Zaradi zimskega padca temperatur, se začnejo jeleni seliti bolj na jug, zaradi česar jim sledijo tudi volkovi.

## Način življenja
Živijo v manjših krdelih, ali pa v manjših družinskih skupnostih. Vodilni v krdelu je samec, njegova samica pa mu je skoraj enakovredna. Ostali člani skupnosti pa so njima podvrženi in razvijejo lastno hierarhijo. Pri lovu, hranjenju in vzgoji mladičev pa sodelujejo vse odrasle živali. Mladi volkovi so po navadi samotarji. Ko zapustijo krdelo, si poiščejo svoj teritorij, ki še ni zasedeno. Ko le-tega najde, ga označi z urinom in blatom, da sporoči ostalim, da je ozemlje njegovo.

## Hrana
Prehranjuje se z vsemi živalmi, ki tukaj živijo. To so lemingi, zajci, severni jeleni in muškatno govedo. Ko lovijo slednje jih lovijo s taktiko »živčne vojne«. Ko volčje krdelo dohiti govedo, je le-to že postavljeno v zaokrožen obrambni položaj. Ker je volk v tem primeru šibkejši, se osredotoči na razbitje kroga. Razbija ga tako, da teče okoli goveda, kar govedo prisili na menjevanje položajev, da lahko lažje opazujejo napadalce. Ta taktika volku malokdaj uspe, a če imajo srečo muškatno govedo izgubi živce, ter se razkropi. Volkovi jih začnejo zasledovati in ločijo šibkejše in mlade živali od močnejših. Nato se en volk zagrize v žrtev, nakar mu ostali pridejo na pomoč, da plen skupaj podrejo.

## Razmnoževanje
Vsako leto po parjenju v marcu zapusti breja volkulja ostalo krdelo, da si poišče primeren brlog. Včasih si izkoplje novega, če je pa zemlja preveč zmrznjena, pa skoti mladiče v starem brlogu, ali pa si poišče kakšno jamo ali pa skalno razpoko. Brejost traja 75 dni, nakar volkulja skoti 2 do 5 mladičev, ki se skotijo gluhi in slepi, zaradi česar so popolnoma odvisni od matere. Po kakšnem mesecu mladiči že jedo meso, zato se priključijo ostalim v krdelu. Od tega trenutka si hranjenje mladičev člani porazdelijo. Ko se najejo, se vrnejo nazaj v votlino, da neprebavljeno meso izbruhajo, da ga mladiči lahko pojejo.

## Zanimivosti
- Le 10% volkovih poskusov, da ulovijo muškatno govedo je uspešnih.
- Če se volkovi iz drugih krdel srečajo, se začnejo boriti. Da bi se temu izognili, večkrat tulijo, da označijo svojo prisotnost.
- Ker je volk tudi več dni brez hrane, lahko poje do 10 kilogramov mesa naenkrat.
- Zaradi majhne količine hrane, tundrski volk poje zajca skupaj s kožo, dlako in kostmi.